# Мальцево (Казахстан)
Ма́льцево (каз. Мальцев) — село у складі Єсільського району Північноказахстанської області Казахстану. Входить до складу Покровського сільського округу.
Населення — 174 особи (2021; 220 у 2009, 244 у 1999, 275 у 1989).
Національний склад станом на 1989 рік:
- росіяни — 63 %.